# Кониърс
Кониърс (на английски: Conyers) е град в Джорджия, Съединени американски щати, административен център на окръг Рокдейл. Населението му е 16 015 души (по приблизителна оценка за 2017 г.).
В Кониърс са родени актрисите Холи Хънтър (р. 1958) и Дакота Фанинг (р. 1994).